# 위천중학교
위천중학교는 경상남도 거창군에 있었던 공립 중학교이다.

## 학교 연혁
- 1957년 9월 1일 위천고등공민학교 인가
- 1960년 5월 2일 거창중학교 위천분교 설립인가(6학급)
- 1967년 3월 7일 위천중학교 독립인가(9학급)
- 1977년 3월 1일 15학급인가
- 1989년 3월 1일 학칙변경으로 6학급 인가
- 1998년 3월 1일 4학급 인가
- 2001년 3월 1일 위천중, 북상중 통합
- 2002년 2월 18일 제42회 졸업(졸업생 41명, 누계 4,684명)
- 2002년 3월 1일 3학급 인가
- 2011년 2월 10일 제51회 졸업(졸업생 17명, 누계 4,956명)
- 2011년 3월 1일 제21대 오창주 교장 부임
- 2013년 2월 14일 제53회 졸업(졸업생18명, 누계4997명)
- 2013년 9월 1일 제22대 한수희 교장 부임
- 2015년 2월 12일 제55회 졸업(졸업생20명, 누계5,029명)
- 2016년 2월 29일 폐교 및 기숙형 중학교 거창덕유중학교로 통폐합[1], 56년만에 폐업

## 폐교 이후
폐교 이후, 위천중학교 자리에는 거창연극고등학교가 개교할 예정이다.

## 참고 자료
- 위천중학교 - 한국교육학술정보원 학교알리미